# Air Traffic
Air Traffic — британская альтернативная рок-группа из Борнмута, Англия. Группа состоит из пианиста/вокалиста Криса Уолла, барабанщика Дэвида Райана Джордана, гитариста Тома Притчарда и басиста Джимма Мэддока. Коллектив стал известен благодаря синглам "Charlotte", "Shooting Star" и дебютному альбому Fractured Life. Сейчас группа работает над вторым альбомом.
В апреле 2009 года барабанщик, Дэвид Райан Джордан, покинул группу.

## Дискография

### Альбомы
Fractured Life

### Синглы
| Дата релиза       | Название                      | Формат                                                              | Место в британском чарте | Альбом                                |
| 17 июля, 2006     | "Just Abuse Me" / "Charlotte" | Double A-Side Ограниченный выпуск CD (500 копий) и 7-inch Vinyl     | N/A                      | Label Fandango Ограниченный выпуск EP |
| 26 марта, 2007    | "Charlotte" (re-release)      | CD и два 7-inch Vinyl                                               | 33                       | Fractured Life                        |
| 18 июня, 2007     | "Shooting Star"               | CD и два 7-inch Vinyl                                               | 30                       | Fractured Life                        |
| 24 сентября, 2007 | "No More Running Away"        | CD, два 7-inch Vinyl и эксклюзивный диск (особый бокс-сет и постер) | 45                       | Fractured Life                        |